# Last Man Standing (Fernsehserie)
Last Man Standing ist eine US-amerikanische Sitcom mit Tim Allen und Nancy Travis in den Hauptrollen, konzipiert von Jack Burditt. Sie wurde seit 2011 von 20th Century Fox Television produziert; zunächst für den US-amerikanischen Sender ABC, ab dem Jahr 2018 dann für den Sender FOX. Im Mittelpunkt steht der dreifache Familienvater Mike Baxter, der sich in seinem Frauenhaushalt als Mann behaupten muss. In den USA startete die Serie am 11. Oktober 2011 mit einer Doppelfolge beim Sender ABC, die deutschsprachige Erstausstrahlung fand am 10. Oktober 2013 bei ProSieben Maxx statt. Die Serie spielt im selben Serienuniversum wie die Comedy Cristela.
Nachdem ABC im Mai 2017 die Einstellung der Serie nach sechs Staffeln ankündigte, wechselte sie ab Herbst 2018 auf den Sender FOX. Im Oktober 2020 gab FOX bekannt, dass die Serie mit Ende der insgesamt neunten Staffel im Jahr 2021 eingestellt werde.

## Handlung
Der dreifache Familienvater Mike Baxter ist Marketingdirektor einer Filiale einer bekannten Kaufhauskette für Sportartikel, Jagd- und Outdoorbedarf in Denver, Colorado. Er hat eine konservative und republikanisch geprägte Weltanschauung und lebt mit seiner Ehefrau Vanessa und seinen drei Töchtern Kristin, Mandy und Eve in einem großen Haus. Die anfangs 22-jährige Kristin ist alleinerziehende Mutter ihres Sohnes Boyd, wohnt zunächst zu Hause, zieht aber im Verlaufe der Serie mit ihrem Sohn in eine eigene Wohnung. Mit ihren linksliberalen Ansichten bildet sie den Gegenpol zu ihrem konservativen Vater. Die 17-jährige Mandy interessiert sich in erster Linie für Mode und Prominente, weniger für ihre schulischen Leistungen, findet so aber im Laufe der Serie ihren Weg, Karriere zu machen. Die 14-jährige Eve ist in vielem ihrem Vater ähnlich und teilt viele Interessen mit ihm, trotzdem beginnt sie, sich langsam auch für Jungs zu interessieren. Mikes Ehefrau Vanessa steigt nach langer Zeit wieder ins Berufsleben ein, als Geologin für die Energieindustrie, und ist dort schnell sehr erfolgreich. Mike sieht sich dadurch gezwungen, mehr Zeit dem Elternsein zu Hause zu widmen.

## Hauptfiguren
Mike Baxter
Michael „Mike“ Baxter ist die Hauptfigur der Serie. Er ist der Marketingleiter und das Aushängeschild von „Outdoor Man“. Gerade aus Alaska zurückgekehrt, steht er nun vor einer schwierigen Entscheidung. Seine Frau hat eine Beförderung erhalten, so muss er sich zwischen dem Reisen und der Familie zu Hause entscheiden.
Mike war auf der University of Michigan und ist Fan der Denver Broncos.
Vanessa Baxter
Vanessa ist Mikes Ehefrau und arbeitet als Geologin. Sie toleriert das Verhalten von Mike meistens, auch weil sie weiß, dass er nichts vor ihr verheimlichen kann. Sie sieht viele Sachen wie ihr Mann, dennoch lässt sie sich von ihm nicht beeinflussen wie zum Beispiel bei ihrer politischen Ansicht. Sie studierte an der Ohio State University.
Kristin Baxter
Kristin ist Mikes und Vanessas älteste Tochter. Sie vertritt im Gegensatz zu ihrem Vater liberale Überzeugungen. In ihrem letzten Jahr auf der Highschool wurde sie mit ihrem Sohn Boyd schwanger. Sie wohnt mit Boyd noch bei ihren Eltern und arbeitet als Bedienung in einem Restaurant.
Mandy Baxter
Amanda Elaine „Mandy“ Baxter ist die mittlere Tochter. Im Gegensatz zu ihren Schwestern ist sie nicht der „Schultyp“, kennt sich dafür mehr mit Mode aus. Sie möchte später mal in einer Fernsehserie auftreten wie ihre Vorbilder, z. B. Kim Kardashian.
Eve Baxter
Eve ist die jüngste der drei Baxter-Töchter und ist ihrem Vater am ähnlichsten, was auch in der Serie vermehrt hervorgehoben wird. Sie hat ähnliche Interessen wie er (z. B. Camping, Sport und Waffen), dennoch beginnt sie während der ersten Staffel sich vermehrt für Jungs zu interessieren. Von ihrem Vater hat sie auch ihren Sinn für Humor, den sie meist in Form von sarkastischen Sprüchen an ihrer Schwester Mandy auslässt.
Kyle Anderson
Kyle ist der jüngste Mitarbeiter bei Outdoor Man. Mike versucht ihn zunächst mit seiner Tochter Mandy zusammenzubringen. Da dieser aber Mandy mit Kristin verwechselt, beginnt er stattdessen mit ihr eine Beziehung. Obwohl Mike von ihm oft genervt wird, hat er doch Sympathien für Kyle.
Ed Alzate
Edward „Ed“ Alzate ist Besitzer von Outdoor Man und Mikes Boss. Obwohl er älter als Mike ist, teilen die beiden viele Dinge wie ihre Hobbys und ihre Weltanschauung. Ed hat Vorfahren aus dem Baskenland und hat während des Vietnamkriegs gedient. Auch er hat Sympathien für Kyle, der ebenfalls Ahnen aus dem Baskenland hat.
Boyd Baxter
Boyd ist der Sohn von Kristin und Ryan. Mike genießt die Zeit mit seinem Enkel Boyd und betrachtet ihn liebevoll als den Sohn, den er nie hatte. Mike und Ryan streiten sich oft darüber, wie Boyd erzogen werden sollte.
Ryan Vogelson
Boyds kanadischer Vater. Als Kristin schwanger wurde, ging er zurück nach Kanada, kehrt aber später wieder zurück, um an Boyds Erziehung teilzuhaben. Das führt dazu, dass sich die beiden versöhnen und später verlobten. Ryan vertritt sowohl in politischer als auch in philosophischer Hinsicht liberale Ansichten. Er und Mike streiten regelmäßig wegen ihrer grundlegend widersprüchlichen Werte, insbesondere dann, wenn es um die Kindererziehung von Boyd geht. Ryan möchte seinen Sohn ohne Religion, Jagd und Nationalismus erziehen. Seine vegane Ernährung und seine Ablehnung von Religion sind häufiger Anlass für den Hohn und Spott von Mike. In seltenen Fällen stimmen Ryan und Mike überein, was sie jedoch in der Regel mit Kristin oder Vanessa in Konflikt bringt. Nach dem Tod von Bud Baxter (Mikes Vater) übernimmt Ryan seinen Marihuana-Laden.
Chuck Larabee
Mikes und Vanessas Nachbar. Chuck ist ein pensionierter US-Marine und Veteran des Ersten Golfkriegs. Er betreibt ein privates Sicherheitsunternehmen, das später auch für die Sicherheit von Outdoor Man zuständig ist. Chuck ist Afroamerikaner und scherzt oft mit Mike über Rassenstereotypen. Beide tauschen gegenseitig gemeine Sprüche aus, als ob sie sich nicht mögen würden. In Wirklichkeit sind sie aber gute Freunde, obwohl sie es nicht zugeben wollen. Chuck ist mit Carol verheiratet und hat einen Sohn, Brandon, der so alt ist wie Eve.
Jen
Vanessas Austauschschülerin aus Hongkong, die in der 7. Staffel bei den Baxters einzieht. Zunächst ist sie schüchtern und macht alles, was Mike will. Aber Mike fordert sie auf, selbstbewusster zu sein und für sich einzustehen.

## Besetzung und Synchronisation
Die deutsche Synchronisation entsteht nach einem Dialogbuch von Werner Böhnke (nur Pilotfolge), Elke Weidemann, Oliver Müller, Marika von Radvanyi, Andreas Hinz, Stefan Evertz, Mike Betz, Gordon Rijnders, Stefan Wellner, Andrea Pichlmaier, Ulrike Lau und Tobias Müller und unter der Dialogregie von Elke Weidemann und Sebastian Schulz durch die Synchronfirma Lavendelfilm GmbH in Potsdam.

### Hauptbesetzung
| Rollenname                                   | Schauspieler            | Hauptrolle | Nebenrolle | Gastrolle | Synchronsprecher                                                                |
| -------------------------------------------- | ----------------------- | ---------- | ---------- | --------- | ------------------------------------------------------------------------------- |
| Mike Baxter (m. Vanessa Baxter)              | Tim Allen               | 1.01–9.21  |            |           | Frank Röth (Staffel 1–4) Gerrit Hamann (Staffel 5) Stefan Gossler (Staffel 6–9) |
| Tim Taylor                                   | Tim Allen               |            |            | 9.02      |                                                                                 |
| Vanessa Baxter (geb. Davidson)               | Nancy Travis            | 1.01–9.21  |            |           | Arianne Borbach                                                                 |
| Amanda „Mandy“ Elaine Anderson (geb. Baxter) | Molly Ephraim           | 1.01–6.22  |            |           | Shalin-Tanita Rogall                                                            |
| Amanda „Mandy“ Elaine Anderson (geb. Baxter) | Molly McCook            | 7.01–9.21  |            |           | Daniela Molina                                                                  |
| Kristin Beth Vogelson (geb. Baxter)          | Alexandra Krosney       | 1.01–1.24  |            |           | Jill Schulz                                                                     |
| Kristin Beth Vogelson (geb. Baxter)          | Amanda Fuller           | 2.01–9.21  |            |           | Josephine Schmidt                                                               |
| Eve Baxter                                   | Kaitlyn Dever           | 1.01–6.22  | 7.01–9.21  |           | Jodie Blank                                                                     |
| Kyle Anderson (m. Mandy Anderson)            | Christoph Sanders       | 1.01–9.21  |            |           | Ricardo Richter                                                                 |
| Ed Alzate                                    | Hector Elizondo         | 1.01–9.21  |            |           | Kaspar Eichel                                                                   |
| Boyd Baxter                                  | Evan und Luke Kruntchev |            | 1.01–1.24  |           |                                                                                 |
| Boyd Baxter                                  | Flynn Morrison          | 2.01–6.22  |            |           |                                                                                 |
| Boyd Baxter                                  | Jet Jurgensmeyer        | 7.01–7.22  | 8.01–8.04  |           | Hans Heinrich Hünnebeck                                                         |
| Ryan Vogelson (m. Kristin Vogelson)          | Nick Jonas              |            |            | 1.10      |                                                                                 |
| Ryan Vogelson (m. Kristin Vogelson)          | Jordan Masterson        | 4.01–9.21  | 2.01–3.22  |           | Jan Makino (Staffel 2–4) Raúl Richter (Staffel 5–9)                             |
| Charles Marian „Chuck“ Larabee               | Jonathan Adams          | 4.01–9.21  | 2.01–3.22  |           | Sebastian Christoph Jacob                                                       |
| Jen                                          | Krista Marie Yu         | 7.05–9.21  |            |           | Sarah Alles                                                                     |
| Joe Leonard                                  | Jay Leno                |            | 5.05–9.21  |           | Thomas Schmuckert                                                               |

### Nebenbesetzung
| Rollenname     | Schauspieler           | Nebenrolle                                                | Gastrolle | Synchronsprecher     |
| -------------- | ---------------------- | --------------------------------------------------------- | --------- | -------------------- |
| Bud Baxter     | Robert Forster         | 1.18, 1.22, 3.09–3.10, 3.18, 3.20, 4.01, 4.06, 4.18, 7.02 |           | Bodo Wolf            |
| Bill McKendree | Richard Karn           | 2.09, 2.17                                                |           | Werner Böhnke        |
| John Baker     | Jonathan Taylor Thomas | 2.18, 3.04, 3.15                                          |           | Sebastian Schulz     |
| Justin         | Tye Sheridan           | 3.15, 3.22, 4.01                                          |           | Sebastian Kluckert   |
| Helen Potts    | Patricia Richardson    | 4.12, 5.17                                                |           | Juana von Jascheroff |

### Gaststars
| Rollenname         | Schauspieler           | Gastrolle | Synchronsprecher     |
| ------------------ | ---------------------- | --------- | -------------------- |
| Chester McAllister | Paul F. Tompkins       | 1.02      | Christian Gaul       |
| Tony Hawk          | Tony Hawk              | 1.12      | Philipp Brammer      |
| Kim Kardashian     | Kim Kardashian         | 1.16      | Damineh Hojat        |
| Tony Stewart       | Tony Stewart           | 1.17      | Gerrit Schmidt-Foß   |
| James „Jim“ Baxter | Mike Rowe              | 1.18      | Bernd Vollbrecht     |
| Richard            | Frankie Muniz          | 1.18      | Wilhelm-Rafael Garth |
| John Baker         | Jonathan Taylor Thomas | 2.18      | Sebastian Schulz     |
| Randy              | Jonathan Taylor Thomas | 4.12      | Rainer Fritzsche     |
| Willie Robertson   | Willie Robertson       | 3.01      | Viktor Neumann       |
| Billie Cassidy     | Reba McEntire          | 5.19      | Daniela Hoffmann     |

## Ausstrahlung
Vereinigte Staaten
Nachdem Last Man Standing im Mai 2011 offiziell als Serie bestellt wurde, gab ABC den 11. Oktober 2011 als Starttermin bekannt. Die Pilotfolge und die darauffolgende zweite Folge erreichten zusammengenommen knapp über 13 Millionen Zuschauer und ein Rating von 3,6 in der werberelevanten Zielgruppe. Sie ist damit seit September 2004 bzw. in der Zielgruppe seit September 2006 der beste Comedyneustart um 20 Uhr überhaupt im US-Fernsehen. Das Staffelfinale der ersten Staffel wurde erstmals am 8. Mai 2012 gezeigt. Drei Tage später gab ABC die Produktion einer zweiten Staffel bekannt. Die Ausstrahlung der zweiten Staffel erfolgte vom 2. November 2012 bis zum 22. März 2013.
Im Mai 2013 wurde die Produktion einer dritten Staffel angekündigt. Die Ausstrahlung dieser Staffel erfolgte vom 20. September 2013 bis zum 25. April 2014. Die vierte Staffel wurde vom 3. Oktober 2014 bis zum 17. April 2015 ausgestrahlt. Die Crossover-Episode mit der Fernsehserie Cristela wurde am 3. April 2015 in Form eines Gastauftrittes von Allen in seiner Rolle als Mike Baxter ausgestrahlt.
Im Mai 2016 wurde die Serie um eine sechste Staffel verlängert, diese wurde vom 23. September 2016 bis zum 31. März 2017 ausgestrahlt.
Deutschland
Die Ausstrahlungsrechte in Deutschland besitzt die ProSiebenSat.1 Media, wo die ersten drei Staffeln der Serie auf dem dazugehörenden Free-TV-Sender ProSieben Maxx vom 10. Oktober 2013 bis 4. Juli 2014 ausgestrahlt wurden. Die ersten beiden Folgen erreichten zusammen im Durchschnitt etwa 0,6 Prozent in der werberelevanten Zielgruppe.
Seit dem 21. Januar 2017 wird die Serie samstags auf ProSieben ausgestrahlt.
Österreich
In Österreich wurden die ersten drei Staffeln der Serie vom 28. Juli bis zum 24. Oktober 2014 im täglichen Nachmittagsprogramm auf ORF eins erstmals gesendet. Dort erfolgte auch die deutschsprachige Erstausstrahlung der vierten Staffel vom 3. August 2016 bis zum 15. September 2016.
Schweiz
In der Schweiz wurde die erste Staffel der Serie erstmals vom 10. März bis zum 22. Juli 2014 und die zweite Staffel vom 18. November bis 17. Dezember 2015 auf SRF zwei ausgestrahlt. SRF zwei strahlt die Serie im Zweikanalton in der deutschen Synchronfassung und mit englischem Originalton aus.

## Senderwechsel
Am 10. Mai 2017 gab ABC bekannt, dass Last Man Standing nach sechs Staffeln eingestellt wurde, obwohl die Serie solide Einschaltquoten hatte. Die Einstellung führte zu Protesten von Fans der Serie, die ihrer Wut in sozialen Netzwerken freien Lauf ließen. Die Einstellung erfolgte, nachdem der Hauptdarsteller die „Liberalen“ in Hollywood mit den Nazis in Deutschland während des Dritten Reiches verglichen hatte. Dieser Vergleich, der kritisiert wurde, wurde von einigen Kommentatoren als einer der Gründe für die Einstellung der Serie angesehen.
Tim Allen twitterte am 16. Mai seine Enttäuschung über die Einstellung.
Am 20. Mai 2017 äußerte Howard Kurtzman, Präsident von 20th Century Fox Television, dass ein gewisses Interesse bestehe, die Show weiterzuführen. Die siebte Staffel startete daraufhin am 28. September 2018.

## Trivia
- Das in der Serie gezeigte Outdoor-Man-Geschäft ist real ein Laden der Handelskette Bass Pro Shops. Für die Außenaufnahmen wurde die Filiale in Rancho Cucamonga, Kalifornien genommen, zudem wurden dort, für einzelne Filmsequenzen, auch Innenaufnahmen gemacht.[27]
- In der Serie gibt es zahlreiche Anspielungen auf die Serie Hör mal, wer da hämmert, in welcher ebenfalls Tim Allen die Hauptrolle spielte. So wird Mike Baxter vor allem in den ersten Folgen öfter gefragt, ob er sicher sei, dass er drei Töchter hat und nicht drei Söhne (wie in Hör mal, wer da hämmert). Als Mike Baxter der (Gast-)Rolle von Richard Karn (Al Borland) begegnet, rätseln beide darüber, woher sie sich schon so lange kennen. Schließlich hat sogar Jonathan Taylor Thomas (Randy Taylor) ein paar Auftritte in Last Man Standing als neuer Chef von Mikes Tochter Kristin. Die Männer treffen sich im Haus der Baxters, und es treten auch hier diverse Anspielungen auf, woher sich die beiden kennen. Als Thomas von seinem Auto erzählt, erwähnt er, dass er es mit „mehr Power“ ausgestattet habe – ein bekannter Slogan aus Hör mal, wer da hämmert. Patricia Richardson (Jill Taylor) fragt in ihrem Gastauftritt als Helen Potts, ob Mike mit Werkzeug umgehen könne. In einer anderen Folge entgegnet die jetzige Frau Vanessa an Helen (Richardson), es wäre, als hätten beide den gleichen Mann geheiratet. In diversen Folgen ist ein blauer Werkzeugkoffer von „Binford-Tools“ zu sehen; dies ist eine Anspielung auf die fiktive Firma „Binford-Tools“ aus Hör mal, wer da hämmert. In der Folge „Das Mutter-Tattoo“ (5. Staffel) trägt die Tätowiererin auf dem Rücken ein Tattoo mit dem Binford-Schriftzug. In Folge 20 der 6. Staffel will Vanessa mit Eve im Garten Bogenschießen, worauf Mike sie ermahnt: „Schieß nicht über den Zaun, sonst triffst du noch den komischen Kerl mit seinen tollen Ratschlägen.“ Eine eindeutige Anspielung auf Wilson. In der Crossoverfolge Der doppelte Mike (9. Staffel) hatte Tim Taylor einen größeren Gastauftritt.
- Auch auf Tim Allens Rolle in den drei Santa-Clause-Filmen wird Bezug genommen. So antwortet Mike Baxter in der Episode „Von Mann zu Mann“ auf die Frage, ob er den Weihnachtsmann spielen wolle, dass ihm das doch sowieso niemand abnehmen würde. In Folge 5x5 nimmt Jay Leno Bezug darauf, dass es gefühlte sechs Clause-Filme waren, und Mike entgegnete, es seien nur drei gewesen.
- In der vierten Folge „Das falsche Skelett“ weist Mike auf der Straße ein Kind auf einen Fehler seines Buzz-Lightyear-Kostüms hin. (Allen spricht im englischen Original den Buzz Lightyear in der Toy-Story-Filmreihe.)
- In Staffel 5, Folge 11, sagt Eve zu ihrem Vater im Original „Easy, wildhog“ in Anspielung auf Tim Allens Rolle im Film Born to be Wild – Saumäßig unterwegs.
- Ein Running Gag ist die während der Vlogs von Mike Baxter, die er gegen Ende der jeweiligen Folge mit Bezug - und Lösungsansätzen - hält, um den Bildschirm herum eingeblendete Werbung, die ‚Angebote‘ von ODM amüsant bis skurril zum Besten gibt.